# Einar Torgersen
Einar Torgersen (Drammen, 24 de agosto de 1886 — 9 de setembro de 1946) foi um velejador norueguês, medalhista olímpico. Ele competiu nos Jogos Olímpicos de Verão de 1920 na classe 6 Metre e conquistou a medalha de prata na disputa realizada segundo as regras de 1907 a bordo do Marmi com Leif Erichsen e Andreas Knudsen.